# Rassemblement des forces pour le changement
Le Rassemblement des forces pour le changement (RFC) est un mouvement politico-militaire créé par les jumeaux Tom Erdimi et Timan Erdimi et dirigé par ce dernier pour renverser le régime du président tchadien Idriss Deby.
Il comportait environ 2 700 hommes au début de 2008 et était l'un des mouvements rebelles tchadiens les plus actifs au cours de la guerre civile tchadienne (2005-2010).
Le RFC adhère le 24 janvier 2009 à l'Union des forces de la résistance, une coalition de groupes rebelles, et son chef, Timan Erdimi, en est élu le président.
À partir de la fin de l'année 2015, le RFC commence à opérer dans le sud-est de la Libye et se met au service du maréchal Haftar.